# Koordinater

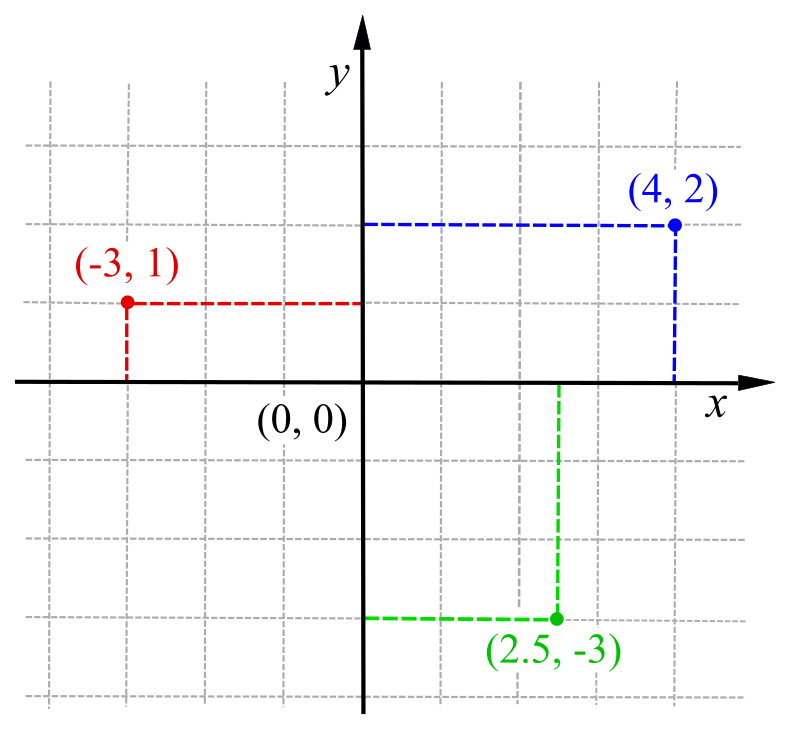
Kartesiska koordinater i ett plan

Koordinater är matematiska tal som anger läget för geometriska punkter i ett visst plan eller rum i förhållande till ett koordinatsystem. För koordinatsystem i planet behövs två koordinater, i ett rum med n dimensioner behövs n koordinater. Med koordinater kan man översätta geometriska problem till en form som kan behandlas med algebraiska och numeriska metoder. En fullständig uppsättning regler för översättning från geometriska punkter till koordinater kallas koordinatsystem. De kartesiska koordinaterna är vanligast. I ett kartesiskt system utgår man vanligen från en ortonormerad bas. Då ges koordinatsystemet av origo tillsammans med basen. Koordinaterna anges som en kolonnmatris och basen som en radmatris. Då definieras ortsvektorn till punkten som ska beskrivas som matrisprodukten mellan denna radmatris och kolonnmatrisen.[källa behövs]